# Etionamida
A Etionamida é um antibiótico utilizado para tratamento da tuberculose. Especificamente, é usado em conjunto com outros medicamentos anti-tuberculose, para tratamento ativa da tuberculose multi-resistente. Ela não é mais recomendada para a lepra e pode ser tomado por via oral.
A etionamida tem uma alta taxa de efeitos colaterais. Os mais comuns incluem náuseas, diarreia, dor abdominal e perda de apetite. Efeitos secundários graves podem incluir inflamação do fígado e depressão. Não deve ser utilizado em pessoas com problemas de fígado significativos. O uso na gravidez não é recomendável, pois a segurança não é clara. A etionamida está na família de medicamentos das thioamidas . Acredita-se que funcione pela interferência no uso de ácido micólico.
A etionamida foi descoberta em 1956 e aprovada para uso médico nos Estados Unidos em 1965. Está na Lista de Medicamentos Essenciais da Organização Mundial da Saúde, os medicamentos necessários mais eficazes e seguros em um sistema de saúde. O custo bruto  países em desenvolvimento é de cerca de us $5.94 $24.12 USD por mês.